# Lubuk Betung (Merapi Selatan)
Lubuk Betung is een bestuurslaag in het regentschap Lahat van de provincie Zuid-Sumatra, Indonesië. Lubuk Betung telt 1550 inwoners (volkstelling 2010).